# Rue Tchekhov (Taganrog)

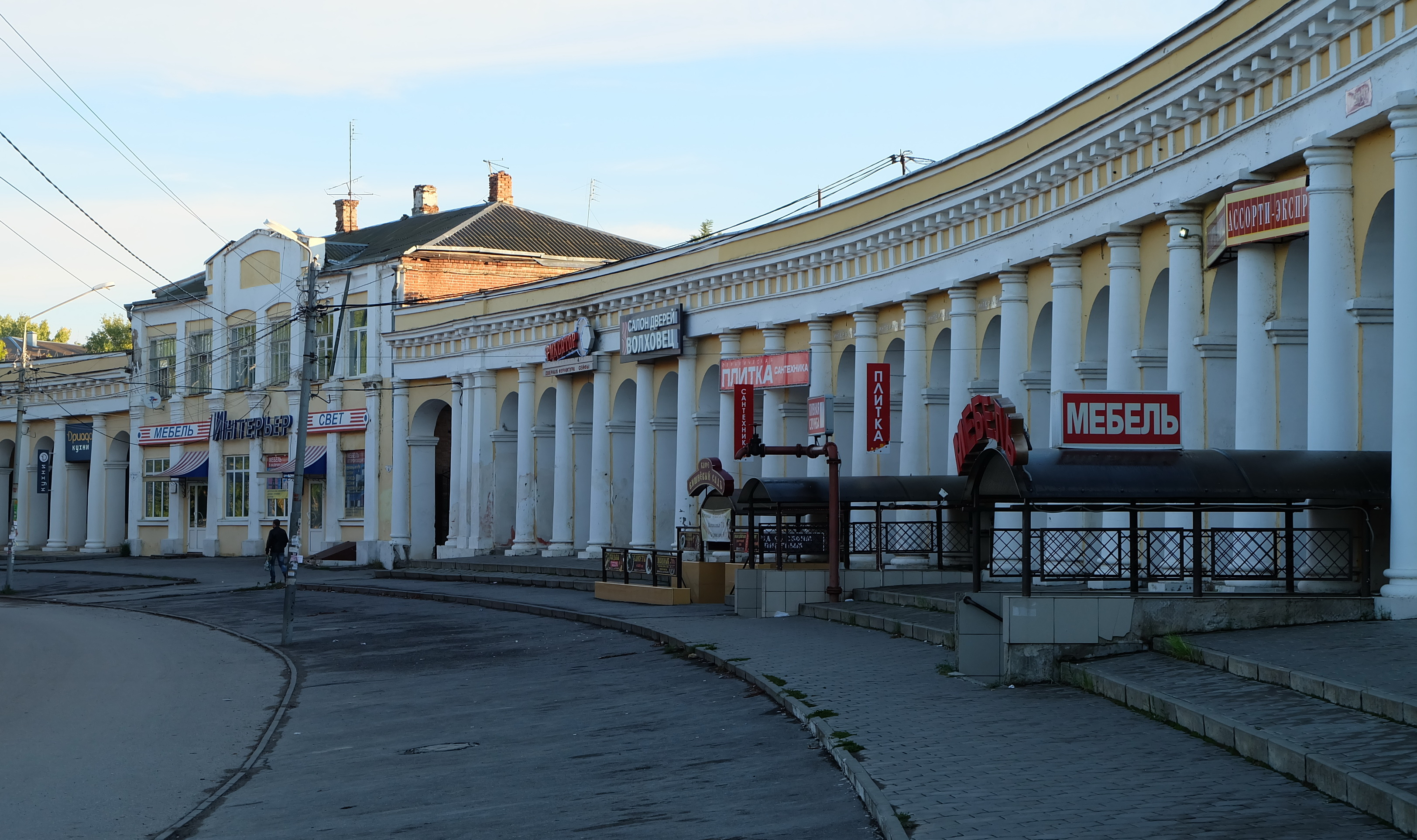
Le gostiny dvor (patrimoine protégé).

La rue Tchekhov (Улица Чехова) est une des rues les plus longues de la ville de Taganrog en Russie. Elle doit son nom au grand écrivain et dramaturge russe Anton Tchekhov, natif de la ville.

## Géographie
La rue naît de la fusion de la rue Chevtchenko et de la rue Grecque (Gretcheskaïa), près de la rue du Port maritime. Elle se dirige au début vers le nord-ouest dans le centre historique entre la rue Rosa-Luxemburg et la rue Alexandrovskaïa, jusqu'à la place Rouge et le marché central. En les contournant en deux bras, la rue croise la ruelle du Komsomol et la ruelle Gogol. Après la rue Transportnaïa, la rue se tourne vers l'ouest, coupant plusieurs rues comme la rue Kalinine, la rue Jdanov, la rue Lomonossov, la rue Fadeïev, etc., puis elle continue vers le quartier moderne de « Prostokvachino ».
La rue s'étend sur 7 850 mètres .
La numérotation de la rue commence rue Chevtchenko.

## Noms
La rue s'est appelée d'abord 5e rue Prodolnaïa, puis la rue des Marchands, la rue de la Police, la rue Alexandre, en l'honneur d'Alexandre Ier de Russie (de 1862 à 1904). Elle a été baptisée du nom de Tchekhov en 1904, année de la mort de l'écrivain.

## Édifices et monuments remarquables
- Galerie  «Piter» au n° 2.

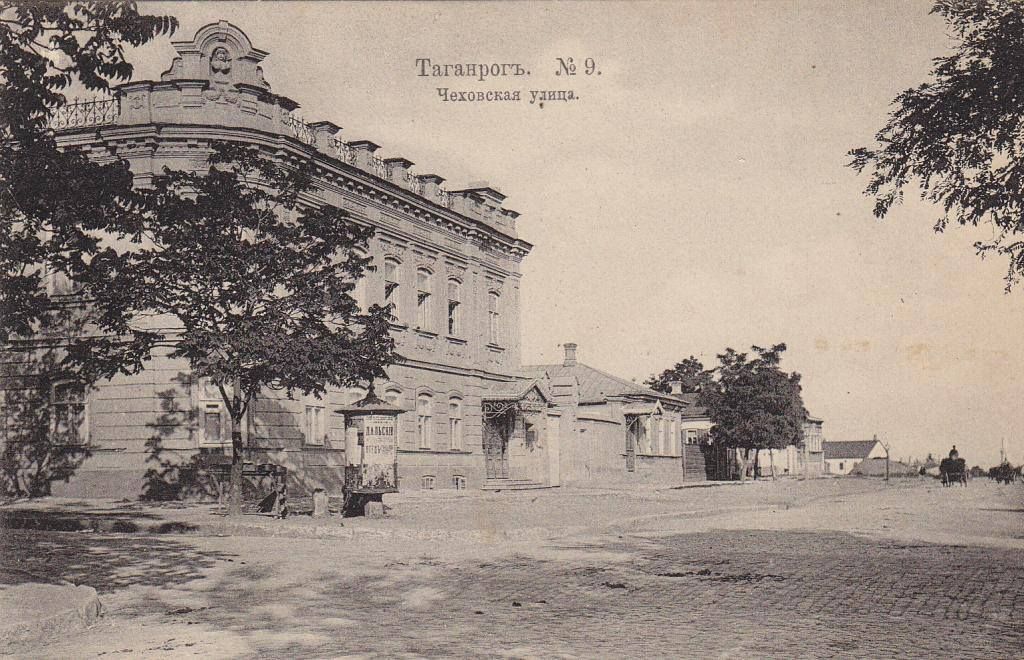
Vue vers 1914.

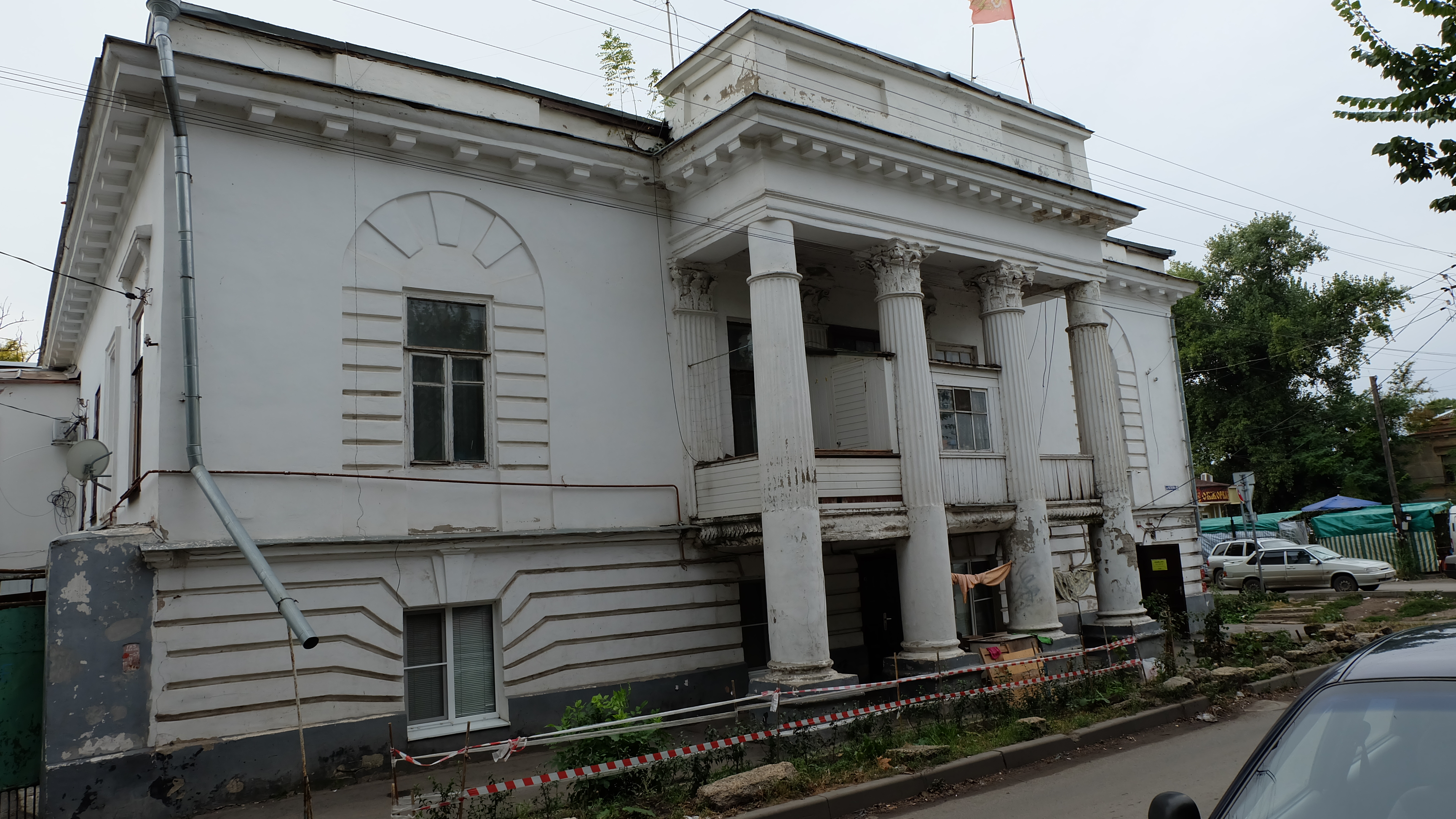
Maison Kirsanov.

- Musée polytechnique de Taganrog au n° 22b.
- Maison Simonovitch au n° 30.
- Maison Choubine au n° 38/79.
- Musée de la maison de Tchekhov au n° 69.
- Buste d'Anton Tchekhov au n° 69.
- Buste de Vladimir Petliakov au n° 75.
- Maison Sirotine au n° 82.
- Musée Vassilenko au n° 88.
- Maison Savitsky au n° 102.
- Ancien lycée de jeunes filles Mariinsky (fondé en 1861) au n° 104.
- Buste d'Anton Glouchko au n° 105 au croisement avec la ruelle Glouchko.
- Hôtel particulier Grekov au n° 121.
- Marché Alexandre (gosviny dvor) au n° 98 et place Rouge.
- Statue d'Anton Tchekhov, place Rouge.
- Monument aux déportés des camps de concentration allemands, place Rouge.
- Maison de l'Archevêché au n° 129.
- Église de la Sainte-Trinité au n° 344/1.

### Infrastructures
- Bâtiment A de l'université de Taganrog au n° 22.
- Gare autoroutière au n° 126 А.
- Marché central, au croisement de la ruelle Gogol.
- Marché d'alimentation « Le Champ russe » au n° 320.
- Marché  « Prostokvachino », dans le quartier du même nom, au n° 351.